# Léon Louyet

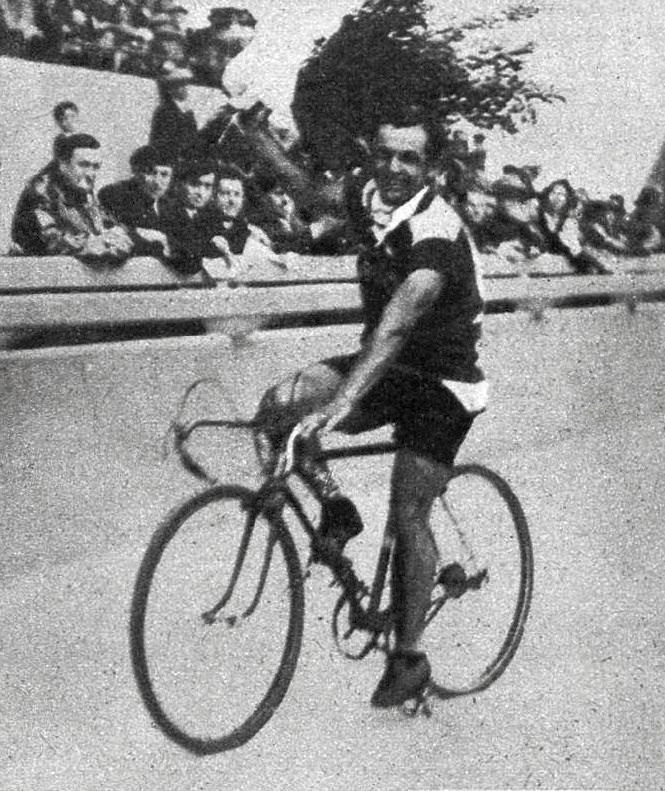
Léon Louyet (1933)

Léon Louyet (* 7. Juli 1906 in Loos-en-Gohelle; † 19. März 1973 in Charleroi) war ein belgischer Radrennfahrer und nationaler Meister im Radsport.

## Sportliche Laufbahn
1931 gewann er einen nationalen Titel, als er die Meisterschaft der Unabhängigen im Straßenrennen vor Henri Deudon für sich entscheiden konnte. Im selben Jahr siegte er auch in der Belgien-Rundfahrt für Unabhängige. Die Belgien-Rundfahrt für Profis entschied er 1932 für sich, wobei er zwei Etappen gewann. 1933 gewann Louyet die 5. und die 16. Etappe der Tour de France und wurde als 32. des Endklassements geführt. Dazu kam der Sieg im Eintagesrennen Paris–Vichy. 1936 war er auf einer Etappe des Rennens Paris–Nizza erfolgreich.